# یوسی یاشیکی
یوسی یاشیکی (ژاپنی: 屋敷 優成؛ زادهٔ ۱۸ اکتبر ۲۰۰۳) یک بازیکن فوتبال اهل ژاپن است.
از باشگاه‌هایی که در آن بازی کرده‌است می‌توان به باشگاه فوتبال اوئیتا ترینیتا اشاره کرد.